# 阿珀姆 (新墨西哥州)
阿珀姆（英語：Upham）是位於美國新墨西哥州謝拉縣的非建制地區。

## 地理
阿珀姆所處的海拔為高於海平面1390米（即4561英呎），而該地所採用的時區為UTC-7，即北美山地时区（MST）。同時該地設有夏令時間，為UTC-7調快一小時，即UTC-6（MDT）。